# Cupel (wąwóz)

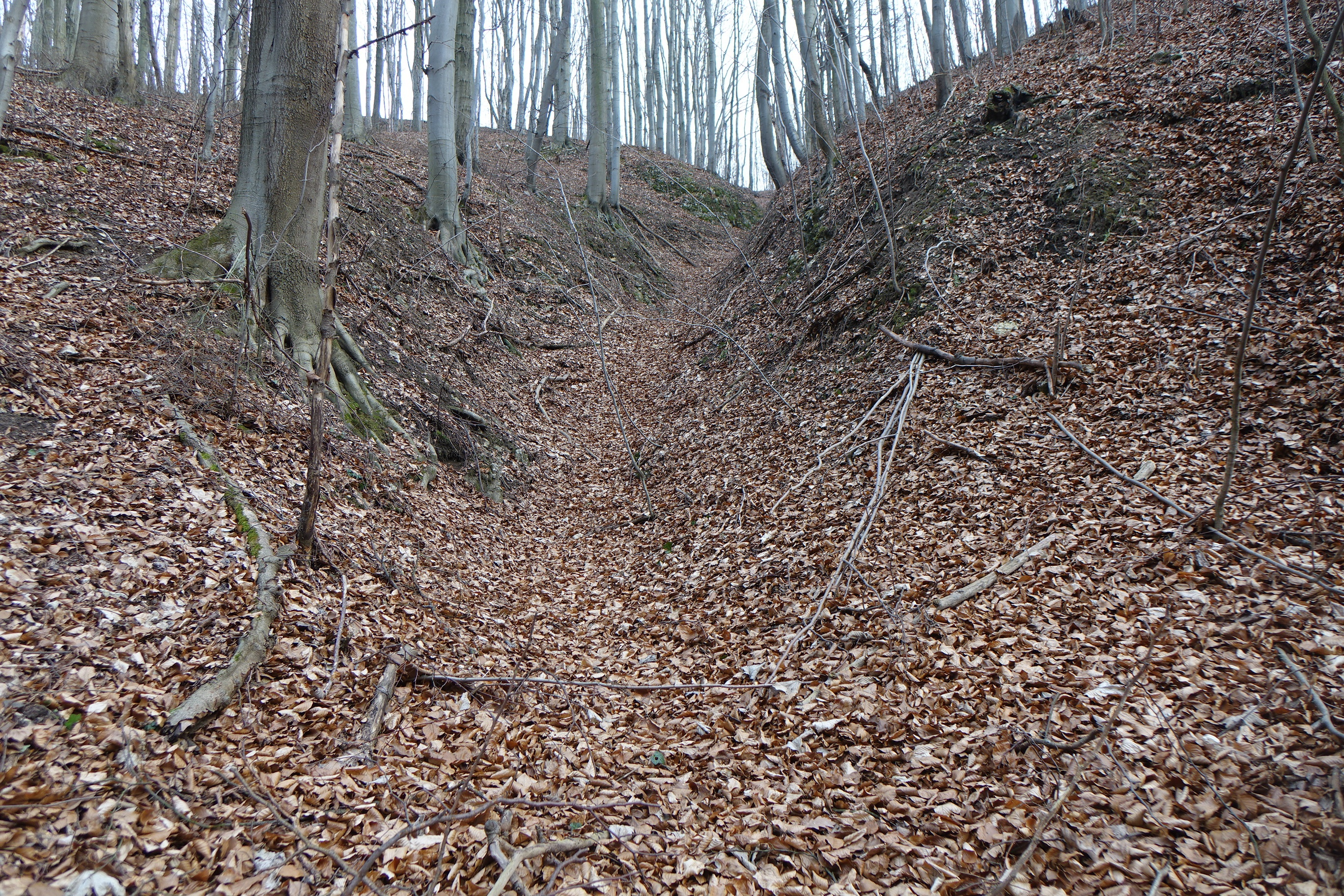

Cupel – wąwóz w Dolinie Będkowskiej na Wyżynie Olkuskiej. Znajduje się w granicach wsi Będkowice w województwie małopolskim, w powiecie krakowskim, w gminie Wielka Wieś. Jest orograficznie lewym odgałęzieniem Wąwozu Będkowickiego (ten z kolei jest lewym odgałęzieniem Doliny Będkowskiej). Ma długość około 120 m. Opada z pokrytej polami uprawnymi wierzchowiny w północno-zachodnim kierunku i uchodzi do Wąwozu Będkowickiego pomiędzy skałami Zjazdowa Turnia i Totem. Na obydwu tych skałach uprawiana jest wspinaczka skalna. Zbocza wąwozu Cupel porasta las bukowo-grabowy.
Wąwóz Cupel przez większą część roku jest suchy. Woda płynie nim tylko po większych opadach deszczu. Suche dna dolin, wąwozów i jarów to zjawisko typowe dla Wyżyny Krakowsko-Częstochowskiej.